# XIX Cuerpo de Ejército (Bando republicano)
El XIX Cuerpo de Ejército fue una formación militar perteneciente al Ejército Popular de la República que luchó durante la Guerra Civil Española. Situado en el Frente de Teruel, llegó a tomar parte en las campañas de Teruel y Levante.

## Historial
La unidad fue creada el 2 de agosto de 1937 usando como base algunas fuerzas del XIII Cuerpo de Ejército. Ambas formaciones quedaron asignadas al Ejército de Levante el 19 de agosto de 1937, cubriendo diversos sectores del frente de Teruel. El Estado Mayor del XIX Cuerpo de Ejército se ubicó en Torrebaja, población del valenciano Rincón de Ademuz situada al sur de Teruel. Su primer comandante fue el coronel Manuel Eixea Vilar, sucedido el 15 de noviembre de 1937 por el coronel Joaquín Vidal Munárriz. En la jefatura de Estado Mayor fue situado el teniente coronel Aurelio Matilla Jimeno.
Algunas de sus unidades tomaron parte en la batalla de Teruel. Posteriormente, en la primavera y verano de 1938, tuvo una participación destacada durante la campaña del Levante, cooperando con los cuerpos de ejército XIII, XVI, XVII, XX y XXII para detener la ofensiva franquista contra Valencia. Durante el resto de la contienda no intervino en operaciones de relevancia.

## Mandos
Comandantes
- coronel de infantería Manuel Eixea Vilar;[6]
- coronel de infantería Joaquín Vidal Munárriz;[7]

Comisarios
- Carlos Sanz Asensio, de la CNT;[8]

Jefes de Estado Mayor
- teniente coronel de Estado Mayor Aurelio Matilla Jimeno;[9]
- comandante de infantería José Guarner Vivancos;
- comandante de Infantería Ricardo Vivas García;
- teniente coronel de Estado Mayor Aurelio Matilla Jimeno;[n. 3]

## Orden de batalla
| Fecha                       | Ejército adscrito   | Divisiones integradas | Frente de batalla |
| Noviembre-diciembre de 1937 | Ejército de Levante | 41.ª, 64.ª y 40.ª     | Teruel            |
| 30 de abril de 1938         | Ejército de Levante | 40.ª, 64.ª y 66.ª     | Levante           |
| 9 de junio de 1938          | Ejército de Levante | 64.ª, 5.ª y 48.ª      | Levante           |
| 18 de junio de 1938         | Ejército de Levante | 64.ª, 5.ª y 201.ª BM  | Levante           |
| 4 de julio de 1938          | Ejército de Levante | 64.ª y 66.ª           | Levante           |